# Anthony-Mangel-Plateau
Das Anthony-Mangel-Plateau (französisch Plateau Anthony-Mangel) ist ein Plateau im Géologie-Archipel vor der Küste des ostantarktischen Adélielands. Es befindet sich unweit des Cap André Prud’homme.
Französische Wissenschaftler benannten es 2016 nach dem Mechaniker Anthony Mangel, der am 28. Oktober 2010 bei einem Hubschrauberabsturz nahe der Dumont-d’Urville-Station gemeinsam mit dem Piloten Lionel Gugnard und zwei weiteren Besatzungsmitgliedern ums Leben gekommen war.